# سكيما دي ساوسيو
سكيما دي ساوسيو (بالإنجليزية: Scima da Saoseo)‏ هو أحد جبال سلسلة جبال الألب ليفينغو ويقع في كانتون غراوبوندن في سويسرا. يحتل المرتبة رقم 104 في قائمة جبال سويسرا من حيث الارتفاع، إذ يبلغ ارتفاعه حوالي 3264 متر، بينما يبلغ ارتفاع نتوء الجبل 440 متر، هذا وقد سجل أول وصول لقمة الجبل عام 1894.